# Дигести
Диге́сти (лат. Digestae — розподіляти, розміщувати в порядку) — звід систематизованих і тематично об'єднаних уривків з творів римських юристів, що мали силу закону; одна з найважливіших складових частин кодифікації імператора Східної Римської імперії (Візантії) Юстиніана І.
Юстиніан 13 листопада 528 року призначив комісію з 10 осіб на чолі з магістратом і константинопольським професором права Теофілом. Комісія мала кодифікувати все римське законодавство. Для систематизації юридичної літератури в 530 р. було створено спеціальну комісію (17 осіб) на чолі з Трибоніаном. 30 грудня 533 р. комісія завершила свою роботу, результатом якої став Звід цивільного права Юстиніана — Corpus juris civilis. Всього в кодифікації Юстиніана 4 частини:
1. Інституції — елементарний виклад основ римського права для початкового вивчення;
2. Дигести — уривки з творів римських юристів;
3. Кодекс Юстиніана — збірник імператорських конституцій;
4. Новели — конституції, видані після завершення кодифікації.

Дигести мають подвійну назву: Дигести, або Пандекти. «Пандекти» в перекладі з грецької означає «всеосяжний, всеохопний». У Дигестах зібрано 9200 уривків (фрагментів) з 2000 творів 39 найвидатніших римських юристів, здебільшого тих, хто мав право офіційного тлумачення законів. Складаються Дигести з 50 книг, об'єднаних у 7 груп:
І — Вступ (1—4 книги);
II — Про судочинство (5—11 книги);
III — Про речі (12—19 книги);
IV — Середина (20—27 книги);
V — Про спадкування (28—36 книги);
VI — без назви (37—44 книги);
VII — без назви (45—50 книги).
Книги мають титули, або розділи (крім 30—32 книг, які не мають титулів). Усього в Дигестах 432 титули. Титули поділяються на фрагменти, довгі фрагменти — на параграфи. Кожен фрагмент містить уривок із творів одного юриста із зазначенням його імені та джерела. Тому цитати з Дигест прийнято скорочено позначати, наприклад, так: Д.8.3.4., де Д. — Дигести, 8 — книга, 3 — титул, 4 — фрагмент.
Найважливіші в Дигестах — фрагменти з приватного права. Найбільше фрагментів належить Ульпіану — 2462, Павлу — 2083, Папініану — 595, Помпонію — 585, Гаю — 535, Юліану — 457, Модестіну — 345.